# Elymnias coelifrons
Elymnias coelifrons är en fjärilsart som beskrevs av Hans Fruhstorfer 1907. Elymnias coelifrons ingår i släktet Elymnias och familjen praktfjärilar. Inga underarter finns listade i Catalogue of Life.